# 585

## Esdeveniments
- Els visigots, encapçalats per Leovigild, derroten i maten el rei Andeca i sotmeten els sueus, el noble Malaric s'alça contra l'invasor essent repelida la seva rebel·lió i considerat el darrer rei dels sueus. Ciutats com Braga i Porto passen a ser dominis del Regne Visigot[1]
- Inici del període de la Cultura Asuka al Japó, d'influència budista
- Intent de regular el delme

## Necrològiques
- Andeca, rei sueu